# Jacek Burkhardt
Jacek Burkhardt (ur. 27 lutego 1960 w Elblągu) – polski piłkarz, który występował na pozycji pomocnika. W czasie swojej kariery piłkarskiej reprezentował barwy trzech klubów: polskiej Olimpii Poznań oraz farerskich B36 Tórshavn i TB Tvøroyri. Jego synami są dwaj polscy piłkarze: Marcin oraz Filip.